# جان پتون، جونیور
جان پتون، جونیور (به انگلیسی: John Patton, Jr.) سناتور سابق عضو حزب جمهوری‌خواه ایالات متحده آمریکا بود. وی در سال ۱۸۹۴ تا ۱۸۹۵ میلادی سناتور ایالت میشیگان در سنای ایالات متحده آمریکا بود.